# نويل ديفين
نويل ديفين (بالإنجليزية: Noel Devine)‏ هو لاعب كرة قدم أمريكية أمريكي، ولد في 16 فبراير 1988 في فورت مايرز في الولايات المتحدة.

## وصلات خارجية
- نويل ديفين على موقع JustSportsStats.com (الإنجليزية)